# Francisco Ferrera
Francisco Ferrera, né le 29 janvier 1794 à Comayagua et mort le 10 avril 1851 à Chalatenango au Salvador, est un homme politique hondurien. Il est président du Honduras à quatre reprises, du 24 septembre 1833 au 10 janvier 1834, du 1er janvier 1841 au 23 février 1843, du 23 février 1843 au 31 décembre 1844 et du 1er au 12 janvier 1847.